# Manoel de Oliveira Erhardt
Manoel de Oliveira Erhardt CavMM (Gravatá, 1953) é um professor, jurista e magistrado brasileiro, tendo sido o Presidente e atualmente integrando o Tribunal Regional Federal da 5.ª Região (posse em 08 de agosto de 2007), sediado no Recife.

## Biografia
Depois de estudar no Ginásio Pernambucano, bacharelou-se em Direito pela Faculdade de Direito da Universidade Federal de Pernambuco em 1976, vindo ali a ser professor inicialmente da disciplina Direito Comercial, desde 1990. Também se tornou Professor de Direito Administrativo na Faculdade de Direito de Olinda (1979), na Universidade Católica de Pernambuco (1987 a 1999) e na Escola Superior da Magistratura do Tribunal de Justiça do Estado de Pernambuco (1987)-1993). Foi advogado-de-ofício da Justiça Militar, juiz de direito em Pernambuco, juiz auditor da Justiça Militar Federal, procurador da República e juiz federal (1987 a 2007). Atualmente, é Professor Efetivo de Direito Administrativo na Faculdade de Direito do Recife.
Entre 1980 e 1982, foi Assessor de Ministro do Superior Tribunal Militar em Brasília-DF. Foi também Juiz Auditor Substituto na Justiça Militar Federal da 7a. Circunscrição Judiciária Militar, Recife/PE (1982 a 1984). Entre 1984 e 1987, passou a exercer a função de Procurador da República no Ministério Público Federal.
Na magistratura federal, atuou inicialmente como Juiz em Teresina (1987-1988). Depois, tornou-se juiz federal da 3ª Vara de Recife (1988-2007), onde exerceu a função até sua posse como Desembargador Federal.
Tomou posse no cargo de juiz do Tribunal Regional Federal da 5ª Região em 8 de agosto de 2007, ali havendo exercido os cargos de Corregedor Regional (2009-2011) e Presidente (2017-2019). Sua vaga se deu pelo critério de promoção, substituindo o jurista cearense Napoleão Nunes Maia Filho.
Em março de 2021 passou a integrar, na qualidade de desembargador convocado, o Superior Tribunal de Justiça em decorrência da aposentadoria do Ministro Napoleão Nunes Maia Filho, em dezembro de 2020 .
Em 2018, a Câmara Municipal de Recife concedeu o Título de Cidadão Recifense ao jurista Manoel Erhardt.

## Publicações de Artigos e Capítulos de livros
- Organizações Sociais (2001)
- A (i)legalidade da cláusula resíduo nos contratos do SFH: análise crítica à luz da boa fé objetiva (2012)
- As disfuncionalidades do regime excepcional de contratações públicas da lei nº 13.979/2020 no combate à covid-19: um entrave ao desenvolvimento (2021)
- A Lei de Improbidade Administrativa na visão das Cortes Superiores: um panorama da jurisprudência do STF e do STJ (2021)[5]